# Храм Преображения Господня (Спас-Смердино)
Храм Преображения Господня — приходской православный храм в селе Спас-Смердино Ростовского района Ярославской области. Относится к Петровскому благочинию Ярославской епархии Русской православной церкви.
Пятиглавый каменный храм с колокольней был построен на средства прихожан в 1804—1810 годах. На верхнем этаже летняя Преображенская церковь, в нижнем — зимняя Христорождественская с приделами Николая Чудотворца (южный) и Димитрия Ростовского (северный).

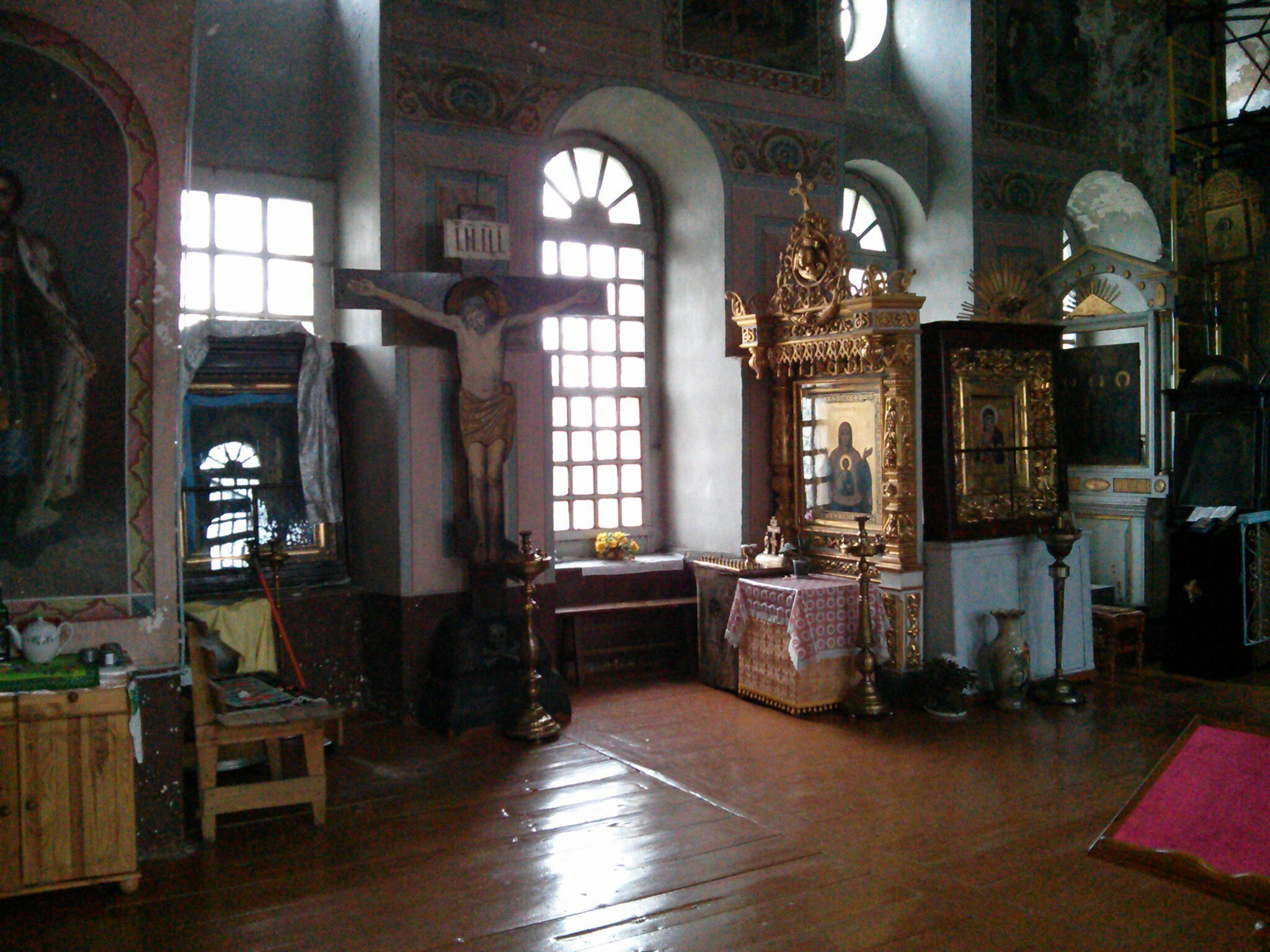
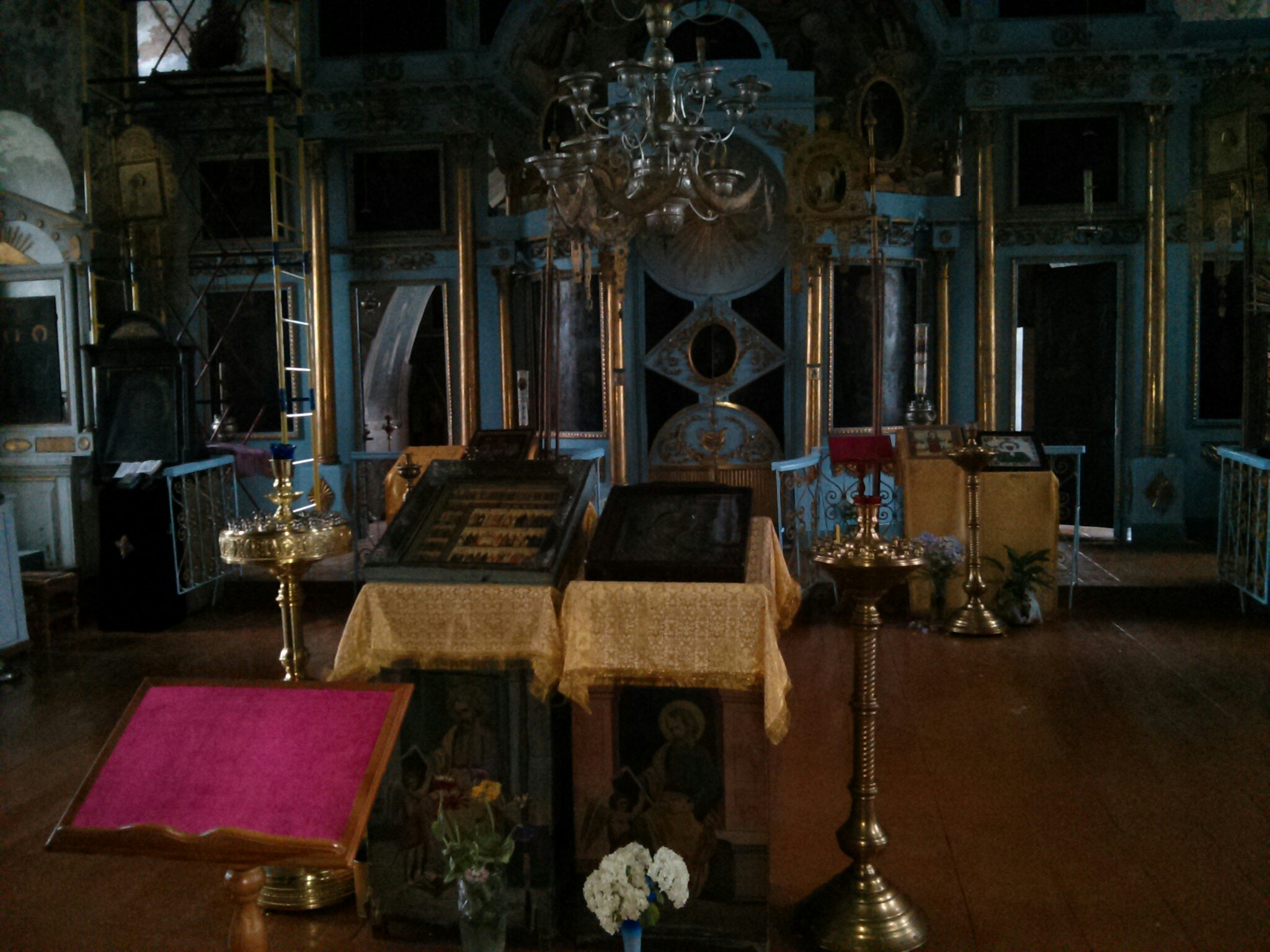
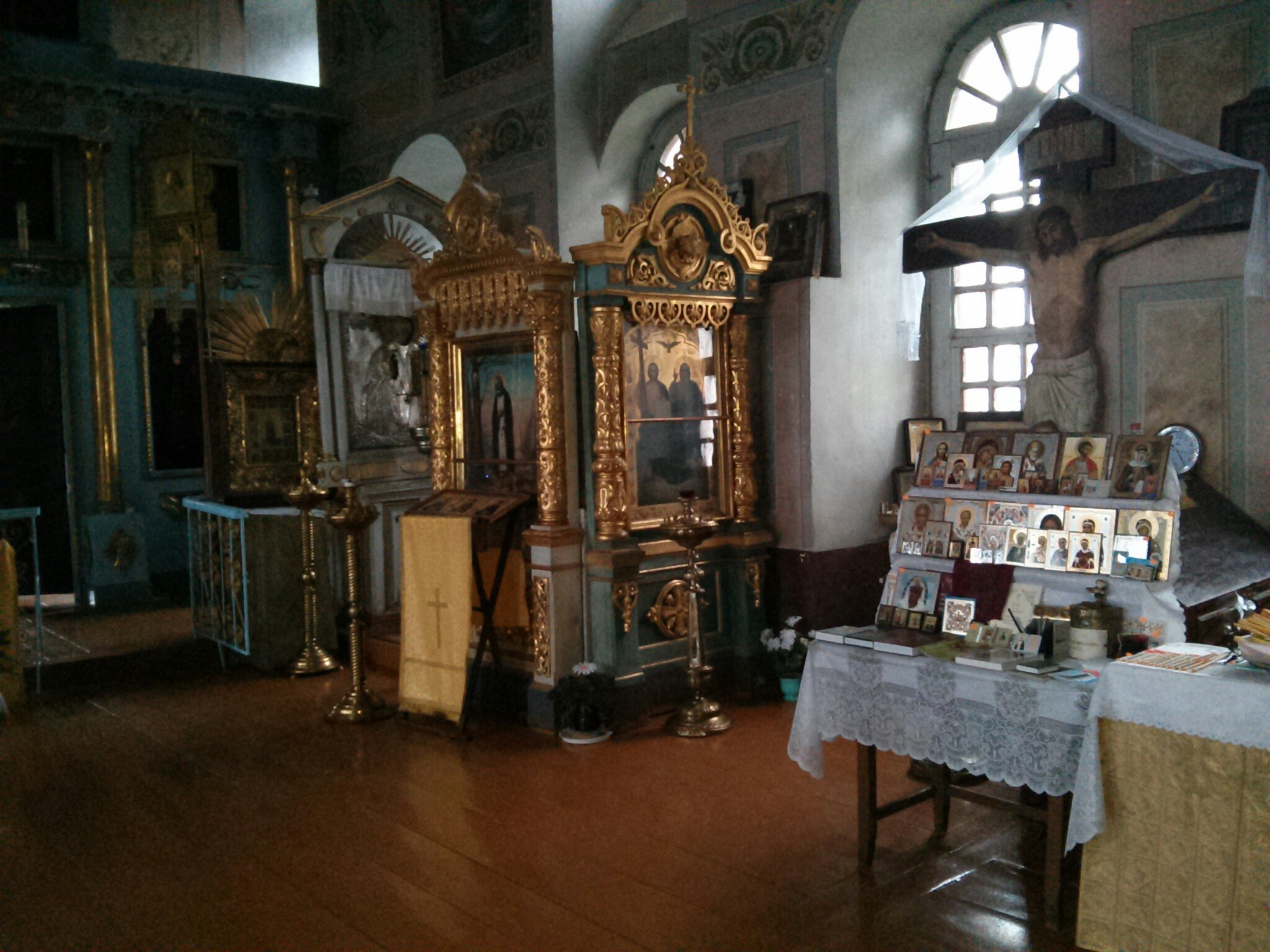